# Forsteriola
Genre
Forsteriola est un genre d'araignées aranéomorphes de la famille des Anapidae.

## Distribution
Les espèces de ce genre se rencontrent au Burundi, au Rwanda et au Congo-Kinshasa.

## Liste des espèces
Selon World Spider Catalog (version 16.0, 13/07/2015) :
- Forsteriola proloba (Forster, 1974)
- Forsteriola rugosa (Forster, 1974)

## Étymologie
Ce genre est nommé en l'honneur de Raymond Robert Forster.

## Publication originale
- Brignoli, 1981 : New or interesting Anapidae (Arachnida, Araneae). Revue suisse de Zoologie, vol. 88, p. 109-134 (texte intégral).